# Лель (журнал)
«Лель» — перший український еротичний журнал. Позиціонував себе як ілюстрований літературно-художній і науково-популярний журнал про кохання, що робило його унікальним не лише в Україні, а й у Європі. Назва походить від імені давньослов'янського бога кохання Лель. Засновником і незмінним головним редактором журналу був поет і журналіст Сергій Чирков. Видавався з 25 червня 1992 по грудень 2003 роки.

## Історія
Перший номер було підписано до друку 15 травня 1992 р. Вийшов він на 66 сторінках за фінансової підтримки фірми «Довіра». У вихідних даних було позначено: щомісячний журнал для сімейного читання. Із липня 1994 і до кінця існування видавцем «Леля» була фірма «Деркул». Змінився дизайн, логотип, часопис «відкрив обличчя» і став іменуватись «Український еротичний ілюстрований журнал». «Лель» боровся за утвердження української мови на рідних теренах, сповідуючи принцип: мова лише тоді по-справжньому стане державною, коли нею заговорять у ліжку.
1994 року на творчій базі «Леля» було створено ще один журнал — «Лель-ревю», присвячений світовій еротичній культурі.
5 липня 1995 р. рішенням Експертної комісії Центрального державного архіву-музею літератури і мистецтва України «Лель» було визнано надбанням національної культури, а редакцію включено до джерел архівного комплектування країни. Під час розгляду у Верховній Раді мовної проблеми журнал було названо останнім форпостом української мови.

Обкладинка останнього номера журналу

Після виходу Закону України «Про захист суспільної моралі» Державне підприємство «Преса» без жодних експертних висновків на початку грудня 2003 року вилучила з продажу щойно надрукований випуск часопису. Видавець зазнав збитків і вирішив призупинити видання журналу «Лель».
Протягом існування вийшло 75 випусків часопису.
У період роботи над «Лелем» було упорядковано фольклорну збірку «рос. Он меня любит и любит» (вийшла у серії «Антология мирового анекдота» (1994), підготовлено до друку і зверстано унікальну шеститомну «рос. Историю человеческой любви в анекдотах», яка лишилася не виданою.
Деякий час також виходив журнал російською мовою під назвою «Лель-ревю»

## Редакція
До першого складу редакції, крім Сергія Чиркова, увійшли вчений секретар Інституту літератури Микола Сулима, стараннями якого у культурний і науковий обіг вводились унікальні фольклорні матеріали і невідомі твори вітчизняних авторів із закритих фондів; молода поетеса Вікторія Стах, яка забезпечувала приток сучасних творів; і самобутній художник Волхв Слововежа. Зв'язок з львівськими авторами забезпечував молодий літератор Іван Лучук. Редакційний портфель допомагала формувати відомий культуролог Соломія Павличко. Персональні рубрики в «Лелі» мали Петро Федотюк і Андрій М'ястківський.
Склад редакції кілька разів оновлювався. На шостому році існування через матеріальну скруту її було скорочено, а потім і розпущено. Останні чотири роки над «Лелем» фактично працював лише його головний редактор.

## Автори і рубрики
«Лель» подавав сороміцькі пісні у записах Тараса Шевченка, Михайла Максимовича, Миколи Гоголя, Павла Чубинського, Хведора Вовка, Івана Франка, друкував народні анекдоти, прислів'я, приказки, згадки еротичного змісту, зібрані відомими дослідниками фольклору Борисом Грінченком, Володимиром Гнатюком, Митрофаном Дикарєвим. Активно публікувались еротичні народні казки.
У рубриці «1001 вірш для Шахерезади» публікувалась любовна лірика як класиків — Степана Руданського, Павла Тичини, Максима Рильського, Володимира Сосюри, Валер'яна Поліщука, Василя Чумака, Михайля Семенка, Миколи Вінграновського — так і сучасних авторів: Івана Драча, Ірини Жиленко, Дмитра Павличка,
Ніни Гнатюк, Олеся Доріченка, Василя Довжика, Вікторії Стах, Антоніни Цвид і багатьох інших.
Українську прозу на сторінках «Леля» представляли Євген Гуцало, Оксана Забужко, Юрій Покальчук, Богдан Жолдак, Юрій Винничук, Юрій Андрухович, Михайло Молявко, та багато інших.

Журнал започаткував складання і впродовж кількох років друкував унікальну «Енциклопедію еротики», яка поряд з біографіями письменників, художників і фотомайстрів, представляла їхні твори, знайомила з термінологією, що охоплювала чи не увесь спектр еротичної та сексуальної культури.
Гостями «Леля» встигли побувати актриса Ольга Сумська, співачки Ірина Білик, Наталя Могилевська, Камалія, Жанна Боднарук та інші зірки шоу-бізнесу.

Популяризації сексуальної культури були присвячені рубрики «Храм Дівонії» та «Храм Гойтосира», публікації провідних сексологів.

## Інтерв'ю, статті, рецензії
- Бог «Лель» — покровитель закоханих. — Газета «Демократична Україна» № 84 (21300), 11.07.1992.
- Замість «Плейбоя». — Газета «Молода гвардія», 07.08.1992.
- «Лель» — журнал, якого всім бракувало. — Газета «Молодь України», 24.09.1992.
- Журнал головного редактора. — Газета «Сільські вісті», 26.09.1992.
- Ой, Лелю… — Газета «Друг читача», № 44 (1693), 09.12.1992.
- Воспитание чувств. — Газета «Взгляд», № 20 (34) 1994.
- «Лель-ревю» — отличный журнал. От других тоже. — Газета «Киевские ведомости», 26.05.1994.
- «Лель» має працювати з повним навантаженням. — Газета «Молодь України», 10.11.1994.
- Мы за разнообразный секс в лоне семьи. — Газета «Независимость», 26.05.1995.
- Еротика — справа серйозна. — «Наша газета», № 62, 31.05.1995.
- Кончай спать, украинское кино! — Газета «Киевские ведомости», 24.05.1995.
- А ви читаєте «Лель»? — Газета «Молодь України», 14.11.1995.
- З усіх мистецтв найважливішим є мистецтво кохання. — Газета «Молодь України», 30.05.1996.
- З погляду кохання. — Прямий ефір Українського радіо, 07.10.1996.
- «Лель» стає академіком. — Газета «Молодь України», 24.10.1996.
- Напередодні ювілею. — – Газета «Молодь України», 03.10.1997.
- Без «Леля» й сім'я — не сім'я? — Газета «Молодь України», 27.11.1997.
- А я люблю любов. — Газета «Літературна Україна», 21.12.2000.
- «Лель» святкує ювілей. — Газета «Порадниця», № 27(281), 04.07.2002.
- Ветеран эротического фронта широко празднует десятилетие. — Газета «Киевские ведомости», 22.06.2002
- Відзначимо ювілей «Леля» демографічним вибухом! — Газета «Молодь України», 02.07.2002.
- Живіть і кохайтеся разом із «Лелем». — Газета «Молодь України», 14.11.2002.
- Сергій Чирков: «Плейбой» і «Пентхауз» у кіосках з'явилися вже після того, як зник «Лель» / Наталія Уварова // Друг читача. — 2013. — 17 січня.